# Aleksej Smertin
Aleksej Gennadevitsj Smertin (Russisch: Смертин, Алексей Геннадьевич, Oekraïens: Смертін Олексій Геннадійович) (Barnaoel, 1 mei 1975) is een Russisch voormalig voetballer. Smertin speelde doorgaans als defensieve middenvelder voor onder meer Lokomotiv Moskou, Girondins de Bordeaux, Chelsea en het Russisch voetbalelftal, waarmee hij aantrad op het WK 2002 en waarvan hij aanvoerder was op EURO 2004.

## Clubcarrière
Smertin begon zijn loopbaan in eigen regio bij Dinamo Barnaoel, maar echt succesvol zou hij pas worden als middenvelder van Lokomotiv Moskou met onder anderen zijn collega-internationals Dmitri Loskov en Marat Izmailov als ploeggenoot. Samen met hen won Smertin de Russische voetbalbeker in 2000.
Nadat hij de beker won met Lokomotiv maakte Smertin de overstap naar de Franse Ligue 1. Girondins de Bordeaux nam hem namelijk over voor een niet bekendgemaakt bedrag. Ook bij de Fransen pakte Smertin een prijs met het winnen van de Coupe de la Ligue in 2002. Een elftal met Smertin en aanvoerder Christophe Dugarry en de Portugese aanvaller Pedro Pauleta – die tweemaal scoorde – versloeg in de finale FC Lorient – met onder anderen Pascal Feindouno, die in de zomer zou worden overgenomen door Bordeaux – met 3–0.
In 2003 werd Smertin voor de som van £ 3.450.000 ,- verkocht aan Chelsea. Bij Chelsea maakte de Russische spelverdeler deel uit van de selecties die in het seizoen 2004/05 en het seizoen 2005/06 de Premier League-trofee op de schouw mochten zetten. Zijn coach bij Chelsea was de Portugees José Mourinho. Smertin was geen basisspeler en zijn aandeel wat betreft het tweede kampioenschap was te klein voor een medaille, hij speelde te weinig wedstrijden (8 is de norm voor een medaille). Smertin slaagde uiteindelijk niet bij de Londense topclub door de nogal stevige concurrentie van de Duitser Michael Ballack en de Ghanees Michael Essien.
Smertin keerde na uitleenbeurten aan Portsmouth (2003–2004) en Charlton Athletic (2005–2006) terug naar de Russische competitie. Hij speelde in drie seizoenen amper zestien keer mee in de Premier League voor Chelsea. Smertin blies zijn carrière in 2006 nieuw leven in bij de rivaal van Lokomotiv, Dinamo Moskou. Hij bleef slechts een seizoen bij Dinamo, waarna hij zich nogmaals aan Engeland waagde. Smertin sloot zijn carrière in 2008 af als middenvelder van Premier League-club Fulham.

## Erelijst
| Competitie             |                  |                  |                  |                  |
| Competitie             | Aantal           | Jaren            |                  |                  |
| Lokomotiv Moskou       | Lokomotiv Moskou | Lokomotiv Moskou | Lokomotiv Moskou | Lokomotiv Moskou |
| ---------------------- | ---------------- | ---------------- | ---------------- | ---------------- |
| Russische voetbalbeker | 1x               | 2000             |                  |                  |
| Bordeaux               |                  |                  |                  |                  |
| Coupe de la Ligue      | 1x               | 2002             |                  |                  |
| Chelsea                |                  |                  |                  |                  |
| Premier League         | 1x               | 2004/05          |                  |                  |

## Interlandcarrière
Smertin is een 55-voudig international voor het Russisch voetbalelftal, maar scoren lukte de middenvelder niet. Zijn debuut maakte hij tegen Brazilië op 18 november 1998. Rusland moest in die wedstrijd de kelk tot de bodem ledigen doordat het met 5–1 verloor na onder meer twee goals van Márcio Amoroso en een van Rivaldo. Hij was meteen basisspeler bij zijn debuut en werd na 50 minuten vervangen door Andrej Kondrjasjev.
Smertin vertegenwoordigde Rusland tweemaal op een groot landentoernooi. Zo speelde hij mee op het WK 2002 te Japan en Zuid-Korea als basispion. Twee jaar later was Smertin zelfs aanvoerder op EURO 2004 te Portugal, waar Rusland het eerste land was dat werd uitgeschakeld. Rusland was in dezelfde groep opgedeeld als gastland Portugal, het eveneens uit het EK gekegelde Spanje en uiteindelijke winnaar Griekenland.
In 2004 werd hij de vaste aanvoerder van het Russisch nationaal elftal. Smertin was de opvolger van Viktor Onopko, die verstek moest laten gaan voor EURO 2004.
Smertin speelde zijn laatste interland op 27 mei 2006, een scoreloos gelijkspel tegen Spanje.